# Get Her Back
Get Her Back è un brano musicale del cantante statunitense R&B Robin Thicke, pubblicato come primo singolo dal suo settimo album intitolato Paula.
Il brano è stato scritto da Robin Thicke, in collaborazione con Bobby Keyes, con l'intento di riconciliarsi con la moglie Paula Patton, da cui è separato dal febbraio 2014. Il singolo è stato reso disponibile per il download digitale dal 19 maggio 2014.
Il brano è stato eseguito e presentato in anteprima durante i Billboard Music Awards 2014 e ha debuttato alla posizione 36 della Billboard Hot R&B/Hip-Hop Songs.

## Tracce
Download digitale
1. Get Her Back (Bobby Keyes, Robin Thicke) - 3:32

## Videoclip
Il videoclip ufficiale di Get Her Back è stato diretto da Jonas Åkerlund e diffuso su Vevo il 23 giugno 2014. Nel video, Thicke canta direttamente alla telecamera su uno sfondo nero, mostrandosi con un occhio tumefatto e naso sanguinante. Intervallate ai primi piani di Thicke vengono mostrate immagini che simboleggiano la storia e la fine del matrimonio tra il cantante e l'ex moglie, tra cui un anello nuziale, delle rose e un cuore umano stretto in una mano. Simultaneamente appaiono una serie di messaggi di testo, che fanno presupporre ad una conversazione tra Thicke e l'ex moglie.

## Classifiche
| Classifica (2012)                    | Posizione più alta |
| ------------------------------------ | ------------------ |
| U.S. Billboard Hot R&B/Hip-Hop Songs | 36                 |